# A keményfejű
A keményfejű (eredeti cím olaszul: Renegade, angolul: They Call Me Renegade) 1987-ben bemutatott olasz road movie-akcióvígjáték, melyet Marco Barboni forgatókönyvéből E.B. Clucher rendezett. A főbb szerepekben Terence Hill és mostohafia, Ross Hill látható. A mozifilm a Cinecittà és a Paloma Films gyártásában készült. 
Olaszországban 1987. november 13-án, Magyarországon 1990. január 25-én mutatták be a mozikban. Új magyar szinkronnal 2001. december 8-án a TV2-n sugározták a televízióban.

## Cselekmény
Luke Mantie magányos modern kori cowboy, aki terepjárójával és utánfutóján utaztatott lovával járja a vidéket, kisebb stikliket elkövetve. 
Egyik nap hírt kap régi cimborájától, aki börtönben ül, ezért meglátogatja. A férfi Luke-ra bízza kamasz fiát, Mattet és elküldi őket egy örökölt birtokra, ami nagy értékkel bír bizonyos emberek számára. Luke és Matt felkerekedik és bár kezdetben nem különösebben szívelik egymást, a körülmények és kalandok lassan összecsiszolják őket. Közben a háttérből valaki ellenük munkálkodik: mint megérkezésük után kiderül, a birtok egy ingatlanspekuláns üzelmeinek útjában áll, aki Luke barátját is rács mögé juttatta. 
Luke így aztán hamarosan az öklével kénytelen igazságot tenni.

## Szereplők
| Színész           | Szereplő          | Magyar hang                      | Magyar hang                    |
| Színész           | Szereplő          | 1. magyar szinkron (Mokép, 1989) | 2. magyar szinkron (TV2, 2001) |
| ----------------- | ----------------- | -------------------------------- | ------------------------------ |
| Terence Hill      | Luke Mantie       | Ujréti László                    | Ujréti László                  |
| Ross Hill         | Matt              | Boros Zoltán                     | Szvetlov Balázs                |
| Robert Vaughn     | Henry Lawson      | Matus György                     | Dobránszky Zoltán              |
| Norman Bowler     | Moose             | Kránitz Lajos                    | Kárpáti Tibor                  |
| Donald Hodson     | Ely               | Simon György                     | Gruber Hugó                    |
| Joe Krieg         | Cinege            | Dózsa László                     | Csuja Imre                     |
| Beatrice Palme    | Tallulah          | Prókai Annamária                 | Kiss Virág                     |
| Lisa Ann Rubin    | Melody            | Zentai Lilla                     | Mezei Kitty                    |
| Luisa Maneri      | Petula            | Rák Kati                         | Urbán Andrea                   |
| Valeria Sabel     | Rachel            | Erdélyi Ila                      | N/A                            |
| Cole S. McKay     | Kamionosok        | Incze József                     | N/A                            |
| Curt Bortel       | Kamionosok        | Forgács Péter                    | N/A                            |
| Jannel Robinson   | Rendőrnő          | Simorjay Emese                   | N/A                            |
| Carolyn Jacobs    | Maude             | Bánsági Ildikó                   | Nyírő Bea                      |
| Matthew Uriarte   | Rico              | Bolba Tamás                      | Molnár Levente                 |
| Royce Clark       | Seriff            | Farkas Antal                     | Kránitz Lajos                  |
| Cyrus Elias       | Rosson            | Verebély Iván                    | Cs. Németh Lajos               |
| Moe Mosley        | Ryan              | Jakab Csaba                      | Ifj. Jászai László             |
| Sanford Gibbons   | Lókereskedő       | Kiss Gábor                       | Kardos Gábor                   |
| Luigi Bonos       | Vendéglős         | Szoó György                      | N/A                            |
| Ron Briskman      | Rendőrőrmester    | N/A                              | N/A                            |
| Bill Kanges       | Rendőr            | N/A                              | N/A                            |
| Ennio Di Meo      | Boltos            | Csikos Gábor                     | N/A                            |
| Curtis Thomas III | Martin            | Szabó Sipos Barnabás             | Wohlmuth István                |
| Gaia D’Onofrio    | Titkárnő          | Tóth Enikő                       | N/A                            |
| Murray Kramer     | Benzinkutas       | Bálint György                    | Versényi László                |
| Ron Althoff       | Helikopter pilóta | Imre István                      | N/A                            |
| Dick Alexander    | Férfiak a bárban  | Beregi Péter                     | N/A                            |
| Dick Armstrong    | Férfiak a bárban  | Beregi Péter                     | Szűcs Sándor                   |
| Dusty O’Dee       | Férfiak a bárban  | Kautzky József                   | Lázár Sándor                   |

## A film készítése
A filmet Arizonában forgatták Phoenix és Flagstaff vonzáskörzetében. 
A film egyik betétdala Nicolette Larson Let Me Be the One című száma volt, de a Lynyrd Skynyrd két dala, a Call Me the Breeze, illetve a Simple Man is elhangzik a filmben.

## Televíziós megjelenések
- 1. magyar szinkron: TV3, Msat, RTL Klub, Film+
- 2. magyar szinkron: TV2, Mozi+, Moziverzum